# Johanna (Schiff, 1903)
Die Johanna ist ein ehemaliger Frachtewer mit stählernem Rumpf und zwei Masten. Das Schiff wurde 1903 in Elmshorn gebaut und auf den Namen Hertha getauft. Es fuhr bis 1962 im Warenverkehr auf der Elbe und den Nebengewässern.
In den Jahren 1973–1978 wurde der Ewer restauriert und fortan auf Segeltörns auf der Elbe und Ostsee eingesetzt. 2002 wurde das Schiff von der Stiftung Hamburg Maritim übernommen. Der gut erhaltene und wenig veränderte Besan-Ewer repräsentiert die Flotte kleiner Frachtsegler, die noch in den ersten Jahrzehnten des 20. Jahrhunderts den Warentransport auf der Elbe zwischen Hamburg und den Marschen an der Niederelbe abwickelten. Die Johanna ist als Traditionsschiff klassifiziert und wird für Charterfahrten eingesetzt. Betrieben wird das Schiff vom eingetragenen Verein „Freunde des Besan-Ewers Johanna e. V.“. Die Johanna gehört nach Angaben der Stiftung Hamburg Maritim zu den am besten gepflegten und restaurierten Ewern, die noch erhalten sind.

## Geschichte
Der Besan-Ewer wurde im Jahre 1903 als Hertha auf der Werft von Johannes Thormählen in Elmshorn gebaut. Über den Einsatz des Schiffes in den ersten Jahren ist wenig bekannt. Zum Ende der 1920er-Jahre wurde die Hertha vom Segel- zum Motorschiff umgebaut. Sie erhielt einen Glühkopfmotor und die Masten wurden entfernt. Nach weiteren Umbauten erinnerte nur noch die Form des Schiffsrumpfes an einen Ewer. In den 1930er- oder 1940er-Jahren wurde das Schiff in Ingeborg umbenannt. Der Betrieb wurde im Laufe der Jahre immer unwirtschaftlicher.
Bei der Sturmflut 1962 geriet die Ingeborg im Elmshorner Hafen auf einen Pfahl und wurde am Unterwasserschiff schwer beschädigt. Der Eigner trennte sich von dem Schiff, welches dann als Arbeitsprahm im Glückstädter Hafen eingesetzt wurde. 1973 kaufte der Verleger Egon Heinemann die aufgelegte Ingeborg, ließ sie bis 1978 auf der Werft Allermöhe (ehemalige Jastram-Werft) restaurieren und benannte sie in Johanna um.
Im Jahre 1983 übernahm ein neuer Eigner den Besan-Ewer und baute ihn für Gruppenfahrten um. In den folgenden 18 Jahren wurde die Johanna hauptsächlich auf Segeltörns mit Kindergruppen auf der Elbe und Ostsee eingesetzt. Der neue Eigner gründete auch den Verein „Segelnde Museumsschiffe Hamburg e. V.“, aus dem der Betriebsverein „Freunde des Besan-Ewers Johanna e. V.“ hervorging.
In den 1980er-Jahren spielte der Ewer in den Fernsehserien „Das Rätsel der Sandbank“, einer Verfilmung des gleichnamigen Romans des irischen Schriftstellers Robert Erskine Childers, „Finkenwerder Geschichten“ und der Dokumentation „Junge Liebe zur alten Johanna“ des Norddeutschen Rundfunks eine Rolle.
Die Stiftung Hamburg Maritim übernahm die Johanna im November 2002. Das Schiff hatte seinen Liegeplatz lange Jahre im Finkenwerder Kutterhafen. Ab Mai 2009 lag es im Traditionsschiffhafen im Sandtorhafen – mittlerweile in Hamburg-Finkenwerder. Das Schiff wird für Tagesfahrten und mehrtägige Törns genutzt.

## Schiffsbeschreibung
Die Johanna ist 18,62 Meter lang, 4,76 Meter breit, hat einen Tiefgang von 1,25 Metern und ist mit 35 BRT vermessen. Der Rumpf besteht aus genietetem Stahl, der flache Schiffsboden war ursprünglich aus Nadelholz gefertigt. Der Ewer hat zwei umlegbare Masten, die Takelung entspricht einer gaffelgetalkelten Ketsch. Die Segelfläche von 165 Quadratmetern verteilt sich auf sieben Segel. Um trotz des flachen Bodens am Wind segeln zu können, ist das Boot außenbords mit zwei klappbaren Seitenschwertern ausgerüstet. Der geringe Tiefgang, die umlegbaren Masten und der flache Boden ermöglichten dem Frachtewer die Fahrt bis weit hinauf in die Nebengewässer der Elbe.
Das Segelschiff ist mit einem Dieselmotor mit zwei Zylindern und einer Leistung von 50 PS der Motorenfabrik Darmstadt GmbH (MODAG) ausgerüstet. Die erste Motorisierung erfolgte im Jahre 1928, damals erhielt der Ewer einen Glühkopfmotor mit einer Leistung von 28 PS.
Schiffe dieses Typs wurden früher von zwei Mann Besatzung gesegelt: dem Schiffer, der zumeist gleichzeitig Eigner und Kapitän war, und einem Knecht oder Jungen, der für die einfachen Tätigkeiten zuständig war. Die Johanna hat eine Besatzung von vier Mann. Auf Tagesfahrten kann sie bis zu sechzehn, auf mehrtägigen Touren sechs Gäste mitnehmen.